# 2010年コートジボワール危機
2010年コートジボワール危機（2010ねんコートジボワールきき）は、2010年末にコートジボワール共和国で行われた大統領選挙の決選投票の結果、両候補が勝利を主張したことに端を発する一連の事件である。このため、同国は4ヶ月以上にわたり大統領が二人存在する異常事態となり、事実上の内戦状態となった。

## 推移

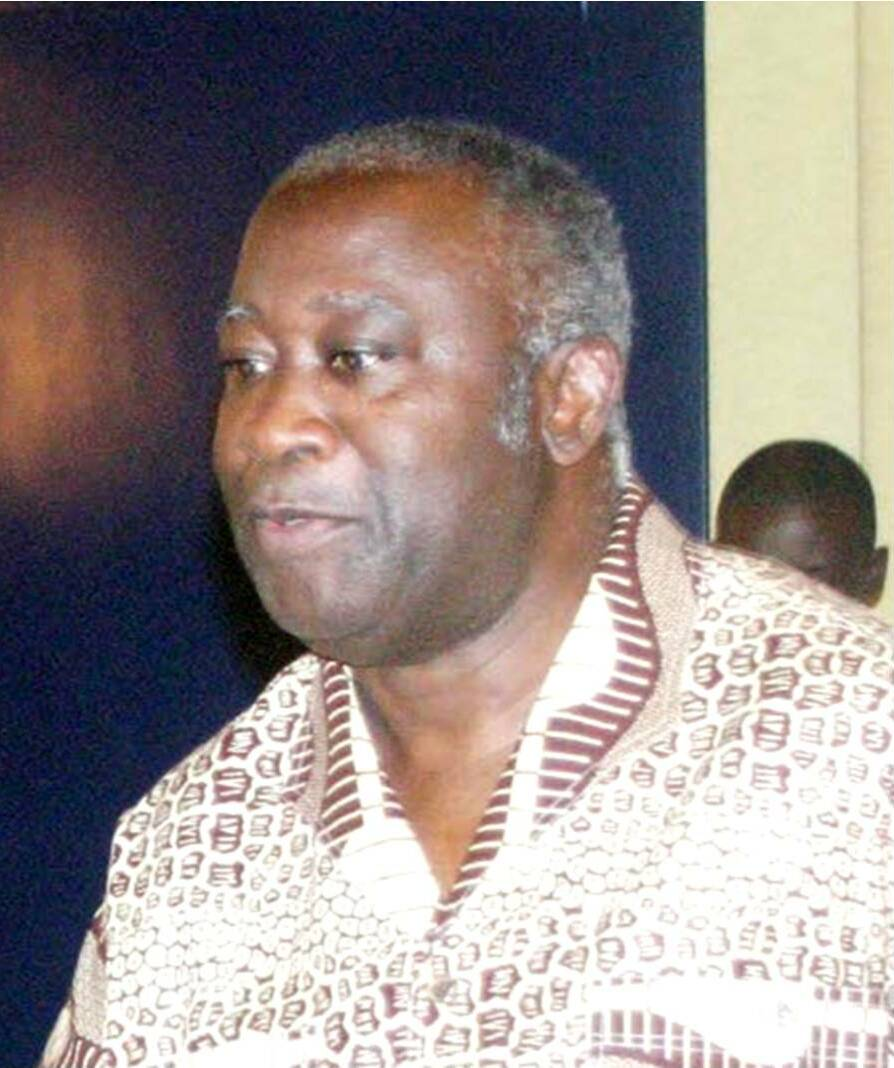
ローラン・バグボ

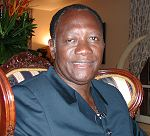
アラサン・ワタラ

### 10年ぶりの大統領選挙
2000年にローラン・バグボが大統領に当選し、任期が切れる2005年に大統領選挙が行われる予定であったが、コートジボワール内戦などを理由に選挙は延期され、バグボが大統領の座に留まり続けてきた。2010年10月31日にようやく行われた大統領選挙は現職のバグボと、元首相で野党連合を率いるアラサン・ワタラの一騎討ちの構図となった。

### 覆った選挙結果
投票の結果、過半数を得た候補はなく、11月28日に上位二人のバグボとワタラによる決選投票が行われたが、投票の直後からバグボ側は選挙に不正があったとして選挙無効を訴え、両陣営の間で緊張が高まった。12月2日、選挙管理委員会は暫定発表としながらもワタラの得票率が54.1%、バグボは45.9%であったとしてワタラが当選者と認定した。この発表に対して現職のバグボ側が反発し、バグボの影響力が強いとされる憲法評議会は12月3日、逆にバグボ側の当選を認定。ワタラの地元を中心とした7選挙区で不正があったとして約60万票を無効とし、その結果、バグボ51%、ワタラ49%となったことがその根拠とされた。
なお、アラサン・ワタラは2011年1月5日にフランスのテレビ局France24によるインタビューにて「憲法評議会には、選挙結果を追認するか選挙自体を無効にするしかなく、投票の一部のみを無効化する権限はない」と述べている。
憲法評議会に当選者と認定されたバグボは12月4日に大統領就任式を強行した。一方、ワタラも12月5日に大統領就任宣誓を行い、同日ギヨーム・ソロを首相に指名し新内閣が発足した。これに対抗し、12月6日にはバグボがジルベール・アケを首相に指名、翌7日に新内閣を組織した。バグボの内閣では、2004年および2006年の外国人・国際機関を対象とした暴動行為を扇動指揮したとして国際的な制裁の対象となっているシャルル・ブレ・グデが青年・職業訓練相に任命されている。ここに大統領・首相が二組存在するという二重政府状態が発生した。しかしワタラは大統領執務室に入ることができず、アビジャン市内のゴルフホテルを仮の大統領府とし、臨時執務室をおいて活動。2004年より内戦に対応するためコートジボワールに駐留するPKO部隊約900名に守られる事態となった。これに対し、バグボは12月18日、内政干渉であるとしてPKO部隊の退去を求めたが、潘基文国連事務総長は要求を拒否。引き続きPKO部隊が警護にあたることとなったが、バグボ側の治安部隊も監視を強め、PKOによる物資供給も妨害するなど、事実上の籠城状態となった。
軍や警察、国営放送局などが自らの影響下にあることを背景に、バグボは大統領職への居座りを続けた。

### 国際社会からの非難
国際社会はほぼワタラの当選を認める立場をとっており、バグボに対する退陣要求は強くなっていった。
12月9日にはアフリカ連合がバグボ退陣・ワタラ大統領就任が実現するまでの間、コートジボワールの加盟資格を停止することを決定。12月13日には欧州連合がバグボ陣営幹部を対象にした査証の発給停止や資産凍結といった制裁を行う方針を発表した。12月22日にはバグボ側の資金を絶つため世界銀行がコートジボワールへの援助金8億ドルを凍結した。
国際連合は、12月17日に潘基文事務総長がワタラが当選者であると認め、大統領に居座るバグボに対し退陣要求する声明を発表。また12月23日には、国際連合人権理事会が特別会合を開催し、非難決議を全会一致で採択した。
西アフリカ諸国経済共同体はアフリカ連合同様、加盟資格を停止し、12月24日、コートジボワールに対し武力行使も辞さないと警告。12月28日にはベナンのヤイ・ボニ大統領、シエラレオネのアーネスト・コロマ大統領、カーボベルデのペドロ・ピレス大統領を特使としてコートジボワールに派遣し、バグボに対して退陣しない場合の武力行使を改めて警告した。
12月27日にはかつての宗主国であるフランスが、ワタラ側が派遣した大使を承認する手続きに入ったと発表。これに対抗し、12月28日、バグボ側の報道官が国営テレビを通じ、同様にワタラ側の大使を承認した国家の駐コートジボワール大使を追放する方針を発表した。欧州連合や国際連合もワタラが任命した大使を承認している。
2011年1月6日、バグボは自身が任命した大使をイギリスとカナダが承認しないとして、同国に駐留する両国の大使に対してペルソナ・ノン・グラータを通告した。両国大使は、正式な大統領であるワタラから何の通告も受け取っていないとし、無効である旨の声明を出している。

### 国内外の混乱
勝利を覆された形となったワタラ陣営とその支持者は大統領の座に居座るバグボに強く反発し、バグボ側の支持者との間の衝突が激化。12月3日までに15人が死亡し、12月16日にはワタラ側が起こした抗議デモの参加者に治安部隊が発砲する事態に至り、死者は20人を超えた。12月21日までに国連が認定した死者は173人に及び、また90人が拷問を受けていることも報告され、アメリカはPKO部隊の増派の検討に動いた。また一連の混乱の影響で、コートジボワールの隣国リベリアに12月30日時点で1万8091人もの大量の難民が押し寄せる事態となり、国際連合は12月31日、リベリアに難民キャンプを設置すると発表した。
国際刑事裁判所はこうしたコートジボワール国内の流血事件の捜査に乗り出す方針を表明しているが、武装したバグボ支持者が実態調査を妨害しているとされる。逆にワタラ側は12月24日、国際刑事裁判所に対し、殺人や誘拐といった事件が起こっているとして、捜査団の派遣を要請した。
12月26日にはワタラ側がバグボ退陣までのゼネストを呼びかけたが、ワタラの地元である北部で一部行われただけで、失敗に終わった。
2011年1月24日にはワタラが1ヶ月間のカカオ豆の輸出禁止措置をとった。コートジボワールは最大のカカオ産地であり、同国にとっても重要な輸出品であるが、バグボの資金源になっているとも指摘される。バグボ側の資金源を絶つ狙いだが、ワタラ側は国を実効支配しておらず、違反者への強制力はないと見られていた。それでも1月24日には、ロンドンの先物市場でカカオ豆の先物価格が急騰し、2月中旬頃には10％上昇した。ワタラはバグボが辞任すれば措置期限の2月23日に輸出禁止措置を解除するとしたが、バグボは引き続き居座ったため禁止措置は3月15日まで延期された。2月17日には農民による、カカオ豆の輸出再開を求め豆を燃やす抗議デモが起きている。
その後も国政の麻痺状態が続き、解決策が見えない中、2月7日にはアビジャンにてバグボ側の治安部隊とワタラ支持派が衝突。治安部隊が発砲し6人が死亡した。2月21日にアビジャンにて治安部隊がデモ隊に発砲し1人が死亡。22日にはアビジャンにて反政府武装組織アボボ・アンヤマ人民解放運動が治安部隊を攻撃し27人が死亡した。

### 事態打開に向けた動き
ローラン・デュマ元フランス外相や、ジャック・ベルジェといった著名な弁護士がバグボの要請を受けコートジボワールを3日間ほど訪れ、バグボと3回対談。二人は2011年1月3日に、国際監視下における票の数え直しを提案した。
12月24日にアビジャンを訪問したECOWAS代表の3か国の大統領および、従来より武力介入を主張してきたケニアのライラ・オディンガ首相をはじめとするアフリカ連合代表団は、1月3日にバグボと会談している。
1月30日より行われたアフリカ連合の会議でもコートジボワール情勢が議題として取り上げられ、1ヶ月以内の解決策提示を求めた。

### 国際的な軍事介入
その後も膠着状態が続き、3月30日には国際連合安全保障理事会がバグボ側の資産凍結を含んだ決議を採択。3月31日にワタラ側がバグボ勢力の拠点アビジャンを総攻撃。ワタラ側は国営テレビなどを支配下に置いた。バグボ側の敗色が濃厚となり、4月上旬にはバグボの所在が不明となる。バグボ側による住民虐殺が行われたとされる一方で、4月2日にはワタラ側が虐殺を行ったと報じられた。
4月4日には、国際連合がコートジボワールの市民を保護する名目で駐留するPKO部隊に軍事行動開始を命令。国際連合事務総長の要請を受け、コートジボワールに駐留しているフランス軍が国際連合の作戦を支援する形でフランス軍の平和維持軍(PKF)がアビジャンのバグボ派拠点への空爆を開始。事実上の軍事介入が開始された。フランス軍はバグボ派の基地、装甲車、また兵舎などを破壊。国連PKO部隊もバグボの住居や陣営の軍事拠点にミサイルで攻撃した。フランス軍は現地に駐留する部隊の応援として4日までに計450人の仏軍部隊を現地に増派して約1700人とするなど体制を強化し、アビジャンの空港を管理下においた。
一連の攻撃を受け4月5日にはバグボ側の軍参謀長が戦闘停止を表明。バグボは降伏、退陣の準備を進めているとも報じられたが交渉は決裂し投降を拒否。6日にワタラ側の部隊がバグボが潜んでいるとみられる大統領公邸の地下室を急襲した。この日にはアビジャンにある日本大使公邸が襲撃される事件も発生し、岡村善文大使らがフランス軍に救出されている。

### 二重政府状態の終結
その後もバグボの居場所は不明だったが、4月11日になりフランス軍によって自宅の地下室にいたところを身柄を拘束され、ワタラ側に引き渡された。これにより4ヶ月以上にわたり続いた混乱はワタラ側の勝利に帰した。5月5日にはいったんバグボの勝利を認定した憲法評議会がワタラ当選を認定し直した。翌日6日にはワタラが大統領就任宣誓を行い、二重政府状態は正常化されることとなった。
また危機終結を受け、外出禁止令などを解除。バグボ側の資金源とされてきたカカオ豆の輸出取引も再開されることとなった。

### バグボに対する刑事訴訟
この危機のさなか、バグボがアビジャンにおいて自らの治安部隊を使い、殺人など人道に対する罪を犯したとする疑惑が持たれていた。2011年11月29日、国際刑事裁判所(ICC)はバグボを同容疑で逮捕し、30日未明に身柄をハーグに移送、郊外の関連施設に収容した。元首経験者に対しICCが逮捕状を執行した初のケースとなった。
2019年1月15日、ICCはバクボの起訴事由である人道に対する罪については証拠が不十分であり、彼の身柄を釈放する決定を下した。2021年3月に無罪判決が確定したことを受け、同年6月17日、約10年ぶりにコートジボワールに帰国した。

## 対立の背景
大統領の座をめぐる騒動がここまで拡大してしまった理由の一つとして、宗教や地域間の対立が指摘されている。バグボがキリスト教徒であるのに対し、ワタラはイスラム教徒であり、地盤はそれぞれ南部、北部である。

## その他の影響
- 2010年12月24日、ロンドン証券取引所で鉱山関連株が堅調に推移している中、イギリスの金生産大手企業であるランドゴールド・リソーシズ（英語版）はコートジボワールの治安悪化がマイナス材料と見なされ、株価が4.3％下落した[56]。
- コートジボワールは世界のカカオ豆の4割弱を生産しているが、騒乱発生以降、輸出量が減っているため、政情不安が続くことによるチョコレートの高騰が懸念された[57]。コートジボワールにとってカカオ豆は重要な輸出物であるが、先述のとおりバグボの重要な資金源となっているという現状もあった[28]。